# نام جين
نام جين هو ممثل كوري جنوبي، ولد في 27 سبتمبر 1946 في كوريا الجنوبية.

## وصلات خارجية
- نام جين على موقع IMDb (الإنجليزية)
- نام جين على موقع ميوزك برينز (الإنجليزية)
- نام جين على موقع قاعدة بيانات الفيلم (الإنجليزية)